# Мусаев, Муса Абдурахман оглы
Муса Абдурахман-оглы Мусаев (27 декабря 1921, Ганджа — 4 октября 2010, Баку) — советский и азербайджанский ветеринар, протозоолог, паразитолог и преподаватель. Академик Национальной академии наук Азербайджана.

## Биография
Родился 27 декабря 1921 года в Гандже. В 1940 году поступил в Азербайджанский сельскохозяйственный институт, который он окончил в 1945 году. В 1945 году переехал в Москву и устроился на работу в Московскую ветеринарную академию и проработал вплоть до 1956 года. В 1956 году вернулся в Азербайджанскую ССР, и спустя год устроился на работу в Институт зоологии, где он вплоть до 1960 года заведовал лаборатории протистологии. В 1960 году был избран директором данного института, данную должность он занимал до своей смерти, установив рекорд пребывания на должности директора — 50 лет.
Скончался 4 октября 2010 года в Баку. Прощание состоялось 5 октября 2010 года в Институте ботаники с 13:00 по 15:00 дня. Похоронен в тот же день на II Аллее почётного захоронения.

## Научные работы
Основные научные работы посвящены общей и региональной протистологии. Автор свыше 350 научных работ, 14 монографий, учебников и учебных пособий. Свыше 150 научных работ было опубликовано за рубежом и были удостоены мирового признания. Имеет 10 свидетельств и патентов на изобретения. Ему принадлежат важнейшие заслуги в области развития зоологии в Азербайджанской ССР и Азербайджане.

## Награды
- Орден Шохрат (2001)
- Орден Трудового Красного Знамени (1980)
- Орден «Знак Почёта»